# Walkmühle (Kronach)
Walkmühle ist ein Wohnplatz der Kreisstadt Kronach im Landkreis Kronach (Oberfranken, Bayern).

## Geographie
Die Einöde trägt heute die Haus Nr. 35 des Gemeindeteils Knellendorf. Sie liegt am Geiersbächlein, das unmittelbar östlich als rechter Zufluss in die Haßlach mündet.

## Geschichte
Gegen Ende des 18. Jahrhunderts gehörte Walkmühle zu Knellendorf. Das Hochgericht übte das bambergische Centamt Kronach aus. Grundherr des Anwesens war das Kastenamt Kronach.
Mit dem Gemeindeedikt wurde Walkmühle dem 1808 gebildeten Steuerdistrikt Gundelsdorf und der 1818 gebildeten Ruralgemeinde Knellendorf zugewiesen. Am 1. Juli 1971 wurde Walkmühle im Zuge der Gebietsreform in Bayern in Kronach eingegliedert.

## Einwohnerentwicklung
| Jahr      | 001854 | 001861 |
| Einwohner |        | 5      |
| Häuser    | 1      |        |
| Quelle    | [ 3 ]  | [ 5 ]  |

## Religion
Der Ort ist römisch-katholisch geprägt und nach St. Johannes der Täufer (Kronach) gepfarrt.